# 光谷广场

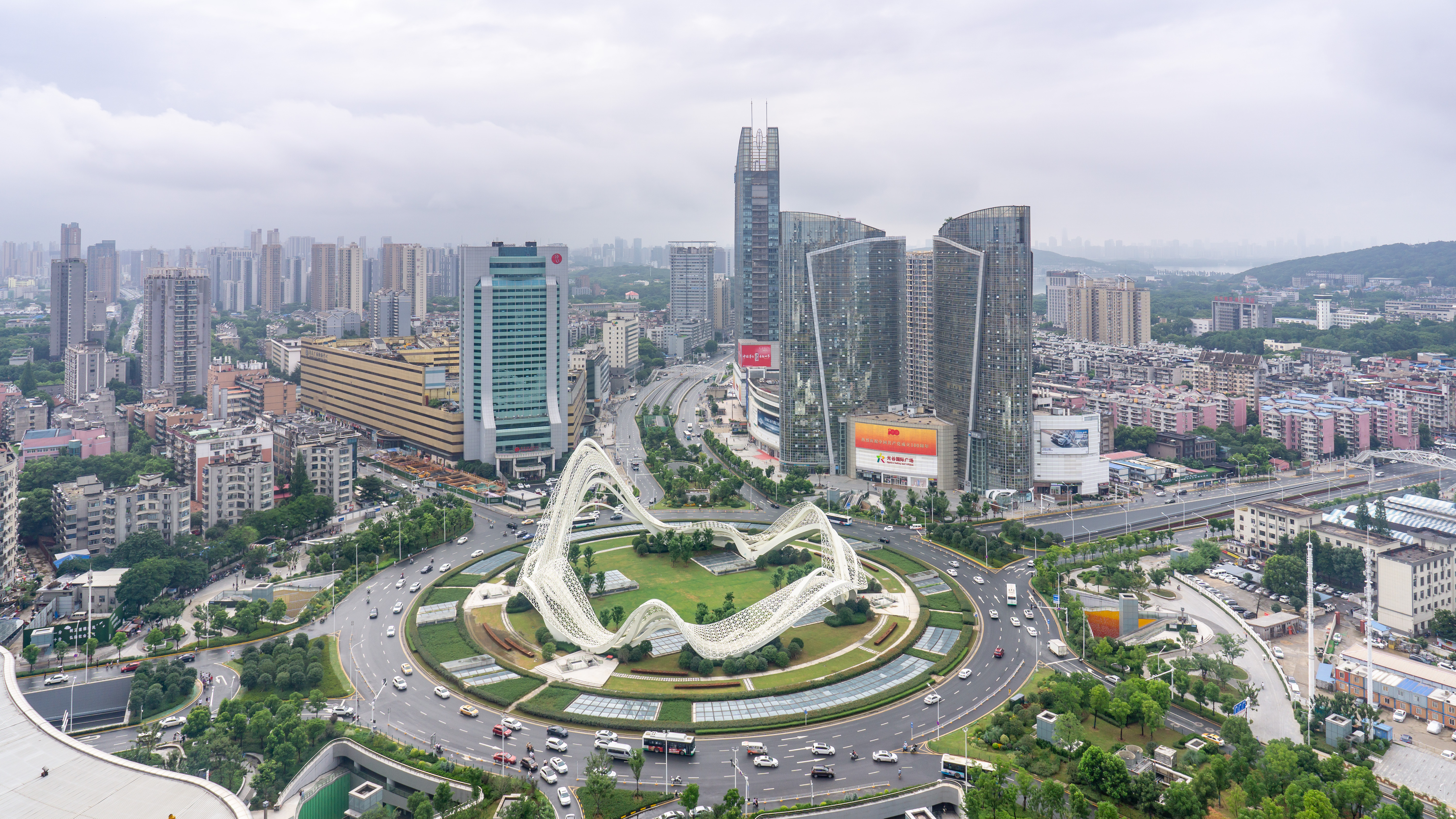
光谷广场（2021年），右为光谷国际广场，左为华美达大酒店

光谷广场原名鲁巷、鲁巷广场，由于其大直径的中心绿岛也称鲁巷转盘、光谷转盘。广场位于湖北省武汉市洪山区东湖新技术产业开发区北部，地处珞喻路（东）、珞喻路（西）、鲁磨路、民族大道、虎泉街、光谷街等六条道路交会处，是一个集交通、观赏、娱乐于一体的大型绿化广场。光谷广场周边还有世界城光谷步行街、大洋百货、鲁巷广场、光谷国际广场等大型购物商场。

## 改造前

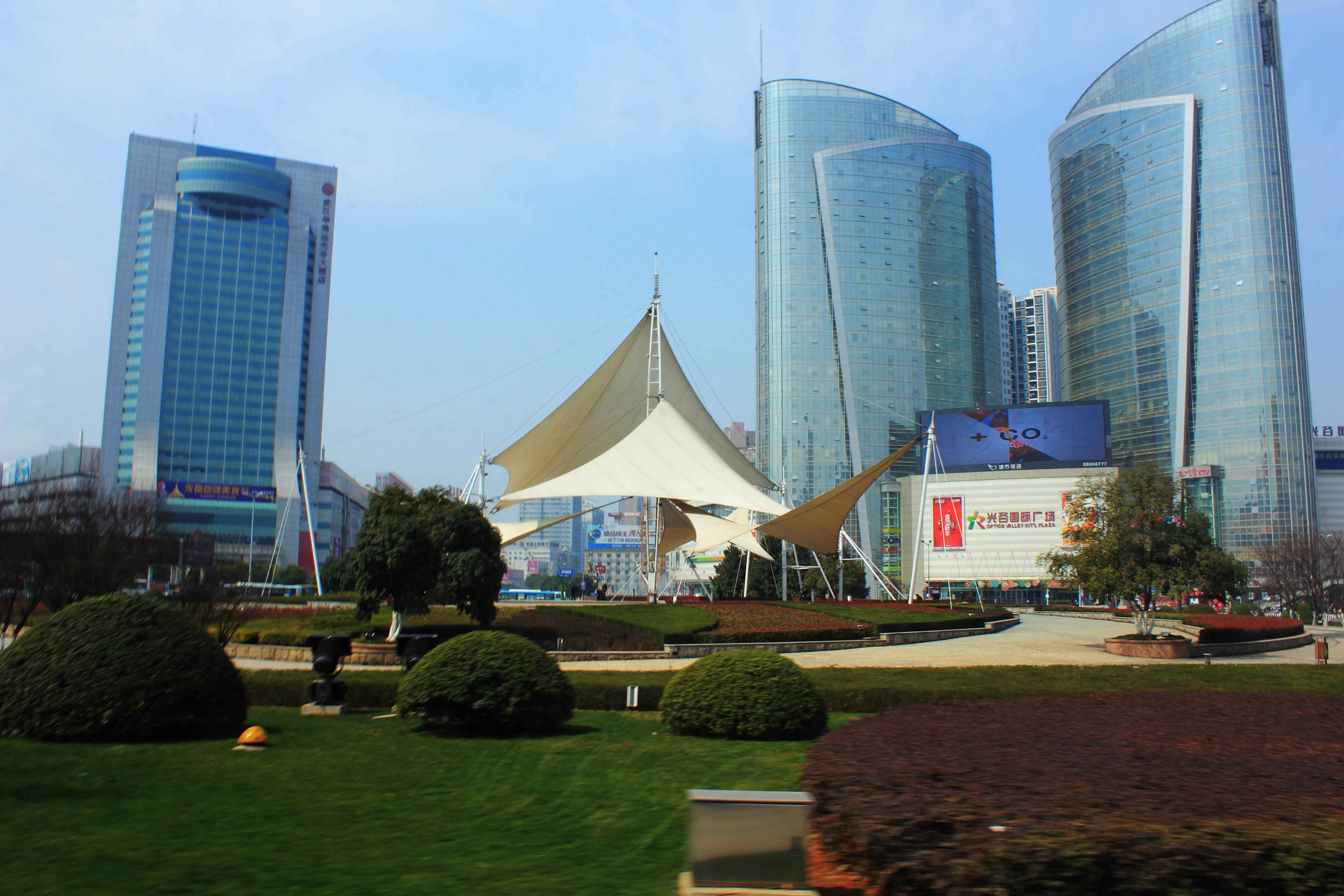
改造前的光谷广场中心绿岛

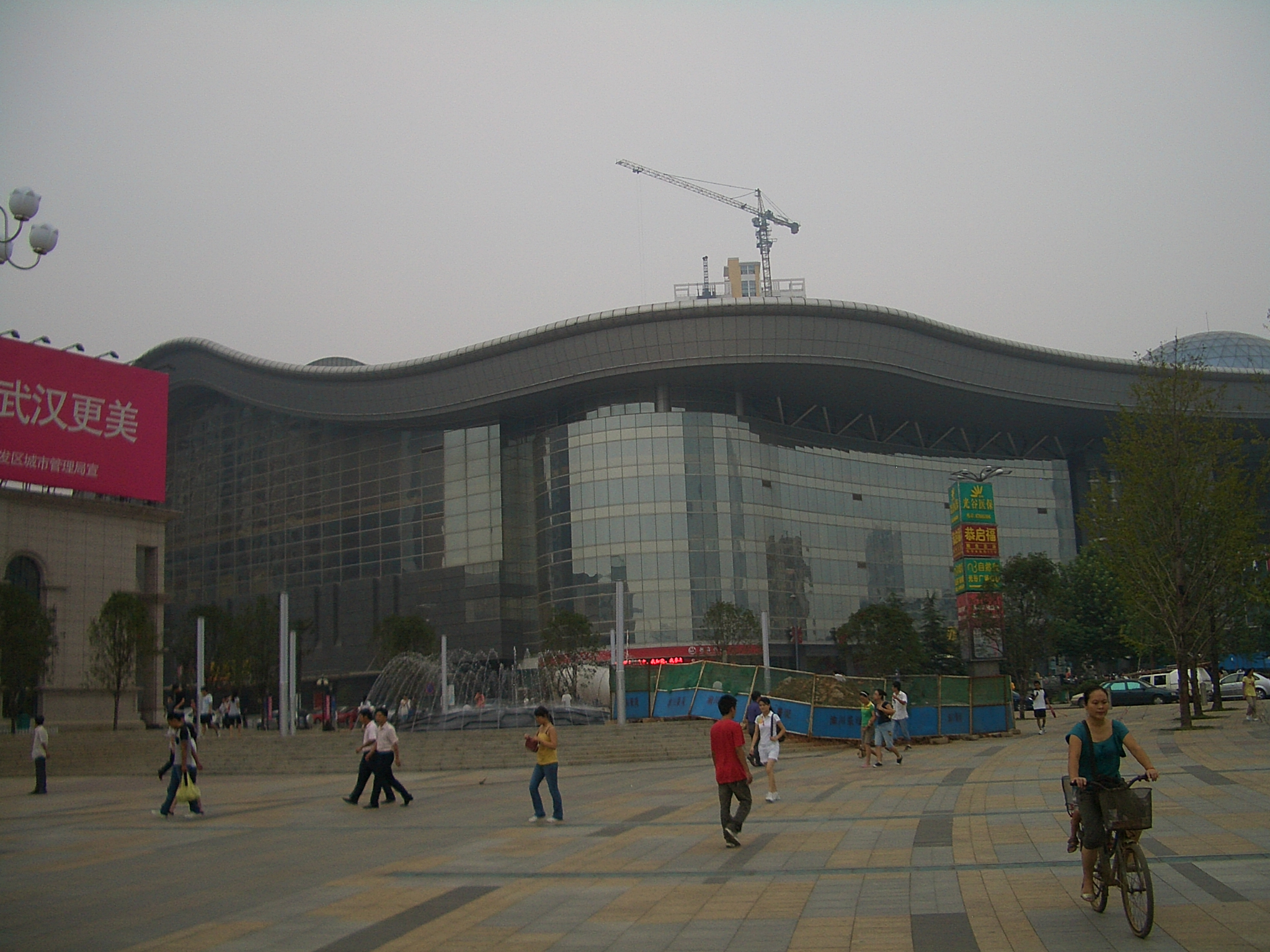
光谷国际广场（经营电子、电器、图书）

光谷广场于2001年9月11日正式建成，在原来的简易转盘的基础上修建而成。广场总占地面积7.07万平方米，中心绿岛半径80米，岛中心树立有呈风帆形状的软雕塑“飞”，是光谷的标志性景观。改造前，光谷广场是鲁巷地区最大的休闲广场。但是中心绿岛四周都有栏杆围住，仅民族大道路口有一个地下通道，出入不便，所以大部分市民主要集中在雕塑群、光谷步行街前休闲。

在鲁磨路和珞喻路交界处，树立有17位与湖北有关的科学家的雕塑，正式名称为“湖北科技名人园”。广场上树立的17位与湖北有关的科学家为：毕昇、李时珍、李四光、王竹溪、戴芳澜、涂长望、王承书、池际尚、陶述曾、赵学田、李绪鄂、王家楫、伍献文、李国平、夏坚白、钱保功、方俊。

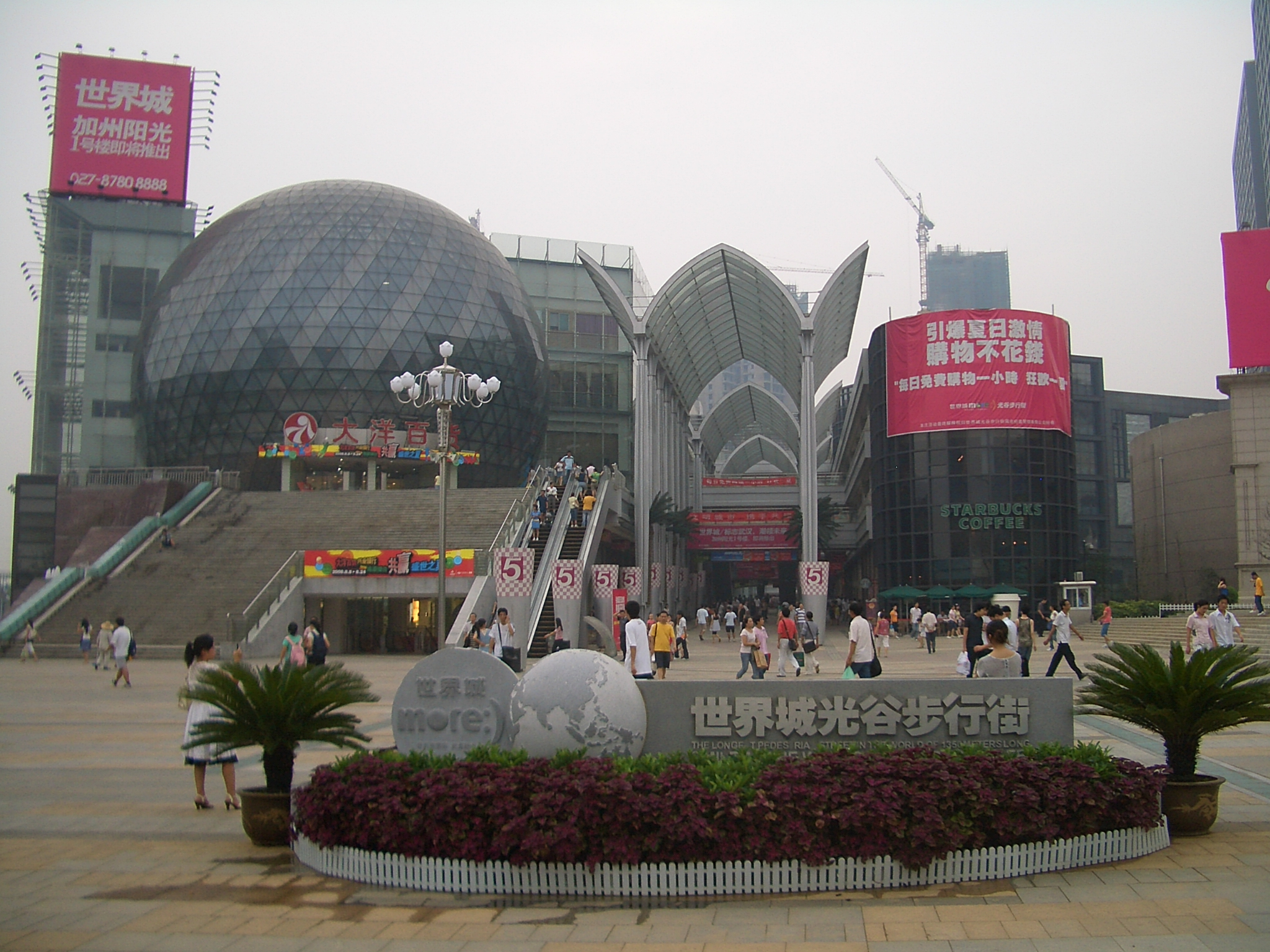
世界城光谷步行街，左为大洋百货

## 综合体改造

### 概况
根据武汉市轨道交通线网规划，地铁2号线延长线与远期规划的9号线、11号线，将在光谷广场交汇，鲁磨路与珞喻路两条公路隧道也在此穿越。具体布局为，武汉轨道交通2号线南延线在光谷广场区域呈东西走向，起点站敷设于卓豹路—珞喻东路道路下方；9号线线路呈南北走向，敷设于民族大道—鲁磨路道路下方；11号线线路呈西北至东南走向，敷设于珞喻西路—光谷步行街道路下方。光谷广场综合体工程总建筑面积16万平方米，是目前亚洲最大、最复杂的市政交通综合体工程。
改造工程原计划在2018年底竣工，但由于各种原因，竣工时间延后。

### 时间线
- 2014年12月28日，工程开工。
- 2016年10月9日，完成地下3层共45米高的冠梁格构柱主体防护及底板结构铺设，进入中板和顶板作业阶段。
- 2017年8月，综合体圆盘区主体结构封顶。
- 2018年7月12日，光谷综合体景观设计方案出炉，计划在中心环岛处修建新地标“星河”。“星河”高34.5米，直径86.5米，将是国内最大体量的钢结构公共艺术品[5]。
- 2019年2月19日，武汉轨道交通2号线南延线开通[6]。
- 2019年2月27日，民族大道全封闭施工，25条公交线路将临时调整运营走向[7]。
- 2019年4月19日，珞喻路通道通车[8]。
- 2019年9月1日，鲁磨路-民族大道通道通车。

## 交通
目前光谷广场为一处重要的交通枢纽，武汉地铁2号线光谷广场站位于虎泉街路口处，光谷广场站经常成为2号线客流最高的车站，需要限流。地铁2号线南延线开通，光谷广场站的客流量有所下降。在交通高峰期，常常出现车流与人流的拥堵。